# Femme nue couchée
Femme nue couchée è un dipinto a olio su tela (67x160 cm) realizzato nel 1910 dal pittore francese Pierre-Auguste Renoir. È conservato nel Musée de l'Orangerie di Parigi.
La modella è Gabrielle Renard, ritratta sdraiata e nuda nell'atto di guardare l'osservatore.